# Trường Trung học phổ thông Tây Tiền Hải
Trường Trung học Phổ thông Tây Tiền Hải là một trường Trung học phổ thông công lập tại huyện Tiền Hải, tỉnh Thái Bình. Trường được thành lập năm 1961, là một trong những ngôi trường cấp 3 đầu tiên của tỉnh Thái Bình. Năm học 2010 - 2011, trường được công nhận là trường chuẩn quốc gia.
Trường sở hiện nay tại đường Nguyễn Công Trứ, khu 3 Thị trấn Tiền Hải, huyện Tiền Hải, tỉnh Thái Bình.

## Lịch sử hình thành
Trường được thành lập vào tháng 9 năm 1961, với trường sở ban đầu chỉ là lán tranh, mái ngói nằm cạnh bờ hồ Nguyễn Công Trứ, thuộc xã Tây Sơn; là trường cấp 2 - 3 cho học sinh ở 4 huyện Kiến Xương, Tiền Hải, Thái Ninh, Thụy Anh, và một phần Đông Quan (Đông Hưng ngày nay). Năm học đầu tiên 1961 – 1962 khai giảng với 4 lớp 8 với 203 học sinh và 17 cán bộ, giáo viên.
Sau này tách hai hệ riêng biệt, trường dời đến khu mới, nằm cạnh Quốc lộ 39. Một ngôi trường cấp III chỉ vẻn vẹn có hai ngôi nhà lợp ngói, đủ làm phòng học cho 4 lớp 8 và 4 lớp 9.
Trường sở ngày nay với 38 phòng học đúng quy cách, 4 phòng máy vi tính, với 90 máy. Quy mô đào tạo phát triển rất nhanh, từ 4 lớp ban đầu, nay đã có 36 lớp với hơn 1.800 học sinh, cho cả ba khối lớp 10, 11 và 12...
Trường Trung học phổ thông Tây Tiền Hải có tới 52,5% giáo viên từng là học sinh cũ của trường.
Trong 33.216 học sinh từng tốt nghiệp, có 3.836 học sinh đỗ vào trường đại học, 5 người là giáo sư, 6 người là phó giáo sư, 80 tiến sĩ, 4 người mang quân hàm cấp tướng, 78 đại tá.

## Thành tích
- Bằng khen của Chính phủ năm 1996, 2009
- Huân chương Lao động hạng Nhì (2011), Huân chương Lao động hạng Ba (2004).
- Bằng khen Bộ Giáo dục - Đào tạo năm 2008, 2011.
- Bằng khen số 13 QĐ/ủy ban nhân dân ngày 15 tháng 11 năm 1999 của ủy ban nhân dân tỉnh Thái Bình

## Một số cựu giáo viên và học sinh tiêu biểu
- Trung tướng Phạm Tuân: Anh hùng lực lượng vũ trang nhân dân, Anh hùng Lao động, nguyên Tổng cục trưởng Tổng cục Công nghiệp Quốc phòng người châu Á đầu tiên bay vào vũ trụ, người đầu tiên bắn rơi B52 trên không và trở về an toàn[cần dẫn nguồn]
- Phó giáo sư, Tiến sĩ Nguyễn Minh Hiển: Nguyên Bộ trưởng Bộ Giáo dục và Đào tạo[cần dẫn nguồn]
- Thượng tướng Trần Việt Tân: Nguyên thứ trưởng bộ công an
- Đặng Huy Đông: Đương kim Thứ trưởng Bộ Kế hoạch và Đầu tư[cần dẫn nguồn]
- Vũ Văn Tiền: Chủ tịch HĐQT kiêm Tổng Giám đốc Tập đoàn GELEXIMCO, người sáng lập Học bổng khuyến học Vũ Văn Tiền.
- Trần Quốc Vượng: Ủy viên Bộ Chính trị, Bí thư Trung ương Đảng, Chủ nhiệm Ủy ban Kiểm tra Trung ương
- Đỗ Xuân Đông: Đại sứ đặc mệnh toàn quyền Việt Nam tại cộng hòa Séc
- Phạm Huy Hoàn: Tổng biên tập báo dân trí
- Nhà giáo nhân dân Giáo sư, Tiến sĩ Ngô Văn Lệ: Nguyên Hiệu trưởng trường Đại học khoa học xã hội và nhân văn TP. HCM
- PGS,Tiến sĩ Lê Viết Hùng: Nguyên hiệu trưởng trường đại học Dược Hà Nội